# Konklawe 1592
Konklawe 10-30 stycznia 1592 – konklawe, które wybrało Klemensa VIII na następcę Innocentego IX.

## Śmierć Innocentego IX
Innocenty IX zmarł 30 grudnia 1591 roku po zaledwie dwóch miesiącach panowania. Oznaczało to czwarty w ciągu zaledwie półtora roku wakat na Stolicy Apostolskiej. Podobna sytuacja nie miała miejsca od 1276 roku, toteż niezwykle istotną kwestią przy wyborze nowego papieża były jego wiek i zdrowie, nikt bowiem nie życzył sobie kolejnego konklawe w najbliższym czasie.

## Lista uczestników
W konklawe wzięło udział 54 z 64 żyjących kardynałów, ale jeden zmarł podczas konklawe:
- Alfonso Gesualdo (nominacja 26 lutego  1561) – kardynał biskup Ostia e Velletri; dziekan Świętego Kolegium Kardynałów; prefekt Świętej Kongregacji ds. Obrzędów i Ceremonii
- Innico d’Avalos d’Aragona OSIacobis (26 lutego 1561) – kardynał biskup Porto e Santa Rufina; subdziekan Świętego Kolegium Kardynałów
- Marco Antonio Colonna (12 marca 1565) – kardynał biskup Palestriny; prefekt Świętej Kongregacji Indeksu; bibliotekarz Świętego Kościoła Rzymskiego; przewodniczący komisji ds. rewizji Wulgaty; komendatariusz opactwa terytorialnego Subiaco
- Tolomeo Gallio (12 marca 1565) – kardynał biskup Frascati
- Gabriele Paleotti (12 marca 1565) – kardynał biskup Sabiny; arcybiskup Bolonii
- Michele Bonelli OP (6 marca 1566) – kardynał biskup Albano; prefekt Świętej Kongregacji ds. Zakonników; protektor Sabaudii; wielki przeor zakonu joannitów w Rzymie; komendatariusz opactwa terytorialnego Chiusa di S. Michele
- Markus Sitticus von Hohenems (26 lutego 1561) – kardynał prezbiter S. Maria in Trastevere; protoprezbiter Świętego Kolegium Kardynałów
- Ludovico Madruzzo (26 lutego 1561) – kardynał prezbiter S. Lorenzo in Lucina; biskup Trydentu; protektor Rzeszy Niemieckiej
- Girolamo Simoncelli (22 grudnia 1553) – kardynał prezbiter S. Prisca; administrator diecezji Orvieto
- Giulio Antonio Santori (17 maja 1570) – kardynał prezbiter S. Bartolomeo all’Isola; sekretarz Świętej Kongregacji Rzymskiej i Powszechnej Inkwizycji; arcybiskup Santa Severina
- Girolamo Rusticucci (17 maja 1570) – kardynał prezbiter S. Susanna; wikariusz generalny diecezji rzymskiej; kamerling Świętego Kolegium Kardynałów
- Nicolas de Pellevé (17 maja 1570) – kardynał prezbiter S. Prassede; prefekt Świętej Kongregacji ds. Biskupów; arcybiskup Sens i Reims
- Pedro de Deza (21 lutego 1578) – kardynał prezbiter S. Girolamo degli Schiavoni
- Alessandro Ottaviano de’ Medici (12 grudnia 1583) – kardynał prezbiter Ss. Giovanni e Paolo; arcybiskup Florencji
- François de Joyeuse (12 grudnia 1583) – kardynał prezbiter SS. Trinita al Monte Pincio; arcybiskup Tuluzy; protektor Francji
- Giulio Canani (12 grudnia 1583) – kardynał prezbiter S. Anastasia; biskup Modeny
- Anton Maria Salviati (12 grudnia 1583) – kardynał prezbiter S. Maria della Pace
- Agostino Valier (12 grudnia 1583) – kardynał prezbiter S. Marco; biskup Werony
- Vincenzo Lauro (12 grudnia 1583) – kardynał prezbiter S. Clemente
- Filippo Spinola (12 grudnia 1583) – kardynał prezbiter S. Sabina
- Jerzy Radziwiłł (12 grudnia 1583) – kardynał prezbiter S. Sisto; biskup Krakowa
- Scipione Lancelotti (12 grudnia 1583) – kardynał prezbiter S. Salvatore in Lauro; prefekt Sygnatury ds. Brewe Apostolskich
- Simeone Tagliavia d’Aragonia (12 grudnia 1583) – kardynał prezbiter S. Maria degli Angeli
- Enrico Caetani (18 grudnia 1585) – kardynał prezbiter S. Pudenziana; kamerling Świętego Kościoła Rzymskiego
- Giovanni Battista Castrucci (18 grudnia 1585) – kardynał prezbiter S. Maria in Aracoeli; prefekt Trybunału Apostolskiej Sygnatury Sprawiedliwości
- Domenico Pinelli (18 grudnia 1585) – kardynał prezbiter S. Crisogono; archiprezbiter bazyliki liberiańskiej; legat apostolski w Perugii
- Ippolito Aldobrandini (18 grudnia 1585) – kardynał prezbiter S. Pancrazio; penitencjariusz większy; komendatariusz opactwa terytorialnego Tre Fontane
  - † Girolamo della Rovere (17 grudnia 1586) – kardynał prezbiter S. Pietro in Vincoli; arcybiskup Turynu (zmarł 26 stycznia 1592 podczas konklawe)
- Girolamo Bernerio OP (17 grudnia 1586) – kardynał prezbiter S. Maria sopra Minerva; biskup Ascoli Piceno
- Antonio Maria Gallio (17 grudnia 1586) – kardynał prezbiter S. Agnese in Agone; biskup Osimo
- Costanzo Buttafoco da Sarnano OFMConv (17 grudnia 1586) – kardynał prezbiter S. Pietro in Montorio
- Benedetto Giustiniani (17 grudnia 1586) – kardynał prezbiter S. Marcello; legat apostolski w Marchii Ankońskiej; prefekt Świętej Kongregacji ds. Drukarni Watykańskiej
- William Allen (7 sierpnia 1587) – kardynał prezbiter Ss. Silvestro a Martino
- Scipione Gonzaga (18 grudnia 1587) – kardynał prezbiter S. Maria del Popolo
- Antonio Maria Sauli (18 grudnia  1587) – kardynał prezbiter S. Stefano al Monte Celio
- Giovanni Evangelista Pallotta (18 grudnia  1587) – kardynał prezbiter S. Mateo in Merulana; archiprezbiter bazyliki watykańskiej
- Giovanni Francesco Morosini (15 lipca 1588) – kardynał prezbiter S. Maria in Via; biskup Brescii
- Francesco Maria Bourbon del Monte (14 grudnia 1588) – kardynał prezbiter Ss. Quirico e Giulitta
- Agostino Cusani (14 grudnia 1588) – kardynał prezbiter S. Lorenzo in Pansiperna
- Mariano Pierbenedetti (20 grudnia 1589) – kardynał prezbiter Ss. Marcellino e Pietro
- Gregorio Petrocchini OESA (20 grudnia 1589) – kardynał prezbiter S. Agostino
- Paolo Emilio Sfondrati (19 grudnia 1590) – kardynał prezbiter S. Cecilia; legat apostolski w Bolonii; prefekt Trybunału Apostolskiej Sygnatury Łaski; gubernator Spoleto
- Ottavio Paravicini (6 marca 1591) – kardynał prezbiter S. Giovanni a Porta Latina; biskup Alessandrii
- Andreas von Österreich (19 listopada 1576) – kardynał diakon S. Maria Nuova; protodiakon Świętego Kolegium Kardynałów; biskup Konstancji i Brixen; protektor Austrii
- Francesco Sforza di Santa Fiora (12 grudnia 1583) – kardynał diakon S. Maria in Via Lata; legat apostolski w Romanii
- Alessandro Peretti de Montalto (13 maja 1585) – kardynał diakon S. Lorenzo in Damaso; wicekanclerz Świętego Kościoła Rzymskiego; protektor Polski; komendatariusz opactwa terytorialnego Farfa
- Girolamo Mattei (17 grudnia 1586) – kardynał diakon S. Eustachio; prefekt Świętej Kongregacji ds. Soboru Trydenckiego; komendatariusz opactwa terytorialnego Nonantola
- Ascanio Colonna (17 grudnia 1586) – kardynał diakon S. Maria in Cosmedin; archiprezbiter bazyliki laterańskiej
- Federico Borromeo (18 grudnia 1587) – kardynał diakon S. Nicola in Carcere Tulliano
- Guido Pepoli (20 grudnia 1589) – kardynał diakon Ss. Cosma e Damiano
- Ottavio Acquaviva d’Aragona (6 marca 1591) – kardynał diakon S. Giorgio in Velabro
- Odoardo Farnese (6 marca 1591) – kardynał diakon S. Adriano
- Flaminio Piatti (6 marca 1591) – kardynał diakon S. Maria in Domnica
- Giovanni Antonio Facchinetti (18 grudnia 1591) – kardynał diakon bez tytułu

Dwudziestu trzech elektorów było nominatami Sykstusa V (1585-1590), trzynastu Grzegorza XIII (1572-1585), siedmiu Piusa IV (1559-1565), pięciu Grzegorza XIV (1590-1591), czterech Piusa V (1566-1572), po jednym Juliusza III (1550-1555) i Innocentego IX (1591).

### Nieobecni
Dziesięciu kardynałów (pięciu Francuzów, dwóch Hiszpanów, Węgier, Niemiec i Włoch) było nieobecnych:
- Gaspar de Quiroga y Vela (15 grudnia 1578) – kardynał prezbiter S. Balbina; arcybiskup Toledo i prymas Hiszpanii; wielki inkwizytor Hiszpanii
- Rodrigo de Castro Osorio (12 grudnia 1583) – kardynał prezbiter Ss. XII Apostoli; arcybiskup Sewilli
- Charles de Bourbon de Vendôme (12 grudnia 1583) – kardynał prezbiter bez tytułu; arcybiskup Rouen
- Philippe de Lénoncourt (17 grudnia 1586) – kardynał prezbiter S. Onofrio
- Pierre de Gondi (18 grudnia 1587) – kardynał prezbiter S. Silvestro in Capite; biskup Paryża
- Filippo Sega (18 grudnia 1591) – kardynał prezbiter bez tytułu; biskup Piacenzy; legat a latere we Francji
- Albrecht VII Habsburg (3 marca 1577) – kardynał diakon S. Croce in Gerusalemme; generalny inkwizytor Portugalii; wicekról Portugalii
- Andrzej Batory (4 lipca 1584) – kardynał diakon S. Angelo in Pescheria; biskup Warmii
- Hugues Loubenx de Verdalle OSIoHieros (18 grudnia 1587) – kardynał diakon S. Maria in Portico; wielki mistrz zakonu joannitów; prefekt Galer Papieskich
- Charles de Lorraine (20 grudnia 1589) – kardynał diakon S. Agata in Suburra; biskup Metz; legat papieski w Lotaryngii

Pięciu mianował Grzegorz XIII, czterech Sykstus V, jeden Innocenty IX.

## Frakcje i kandydaci
Wyróżniano następujące frakcje w Świętym Kolegium
- Frakcja hiszpańska – czyli polityczni stronnicy Hiszpanii: Madruzzo, Deza, Tagliavia d’Aragona, Spinola, Marcantonio Colonna, Ascanio Colonna, Gallio, Pelleve, Santori, Rusticucci, Paleotti, Simoncelli, Allen, Cusani, Gonzaga, Andreas von Österreich, Caetani i Facchinetti. Ich liderem był Madruzzo
- Sykstyńczycy – czyli nominaci Sykstusa V, którym przewodził jego prasiostrzeniec Alessandro Peretti de Montalto. Należeli do tej frakcji kardynałowie Castrucci, Pinelli, Aldobrandini, della Rovere, Bernerio, Galli, Sarnano, Sauli, Pallotta, Morosini, Pierbenedetti, Petrocchini, Matei, Giustiniani, Borromeo, del Monte, Pepoli;
- Gregorianie – nominaci Grzegorza XIII, którym przewodził kardynał Sforza. Należeli do tej frakcji Medici, Canani, Salviati, Valeri, Lauro, Lancelotti;
- Sfondratyści – czyli nominaci Grzegorza XIV pod przewodnictwem jego bratanka Paolo Sfondrati: Paravicini, Acquaviva, Farnese, Piatti;
- nominaci Piusa IV – Sitticus von Hohenems (siostrzeniec Piusa IV), Gesualdo i Avalos d’Aragona.

Niezrzeszeni pozostawali kardynałowie Bonelli (prasiostrzeniec Piusa V), Joyeuse (protektor Francji) i Radziwiłł (przedstawiciel króla polskiego).
Powszechnie spodziewano się zwycięstwa kardynała Giulio Antonio Santori, stojącego na czele Rzymskiej Inkwizycji. Popierała go Hiszpania oraz kardynał Montalto, zatem były wszelkie podstawy, by przewidywać jego zwycięstwo już w pierwszej turze. W rzeczywistości jednak wielu kardynałów bynajmniej nie życzyło sobie wyboru Santoriego, obawiając się jego reputacji jako Wielkiego Inkwizytora. W tym stanie rzeczy, niezależnie od powyższego, tradycyjnego podziału na frakcje, sformował się doraźnie blok sprzeciwiający się kandydaturze Santoriego. Na jego czele stanął kardynał von Hohenems, siostrzeniec Piusa IV, a należeli do niego także Avalos d’Aragona, Macantonio Colonna, Paleotti, Gallio, Bonelli, Bernieri, Sforza, Lauro, Canani, Sfondrati, Borromeo, Lancellotti, Acquaviva, Paravicini i Piatti.
Za papabile uważano także kardynałów Madruzzo, Tolomeo Gallio, Paleottiego, Marco Antonio Colonnę i Aldobrandiniego, jako możliwych do zaakceptowania dla Hiszpanii. Było oczywiste, że żaden kardynał spoza tego grona nie ma szans, gdyż Hiszpania miała dostateczną liczbę stronników, by blokować elekcję.

## Przebieg konklawe
Konklawe rozpoczęło się 10 stycznia 1592 z udziałem 53 kardynałów. Kardynał Joyeuse dotarł 12 stycznia, ale 26 stycznia na konklawe zmarł Della Rovere, toteż w ostatnim głosowaniu uczestniczyło również 53 kardynałów.
Rankiem 11 stycznia Madruzzo i Montalto wraz ze swoimi zwolennikami próbowali doprowadzić do wyboru Santoriego przez aklamację. Wskutek zdecydowanego sprzeciwu grupy kardynałów pod wodzą kardynała von Hohenems plan ten się jednak nie udał i przystąpiono do normalnej procedury głosowania. Od 11 do 29 stycznia odbyło się 19 bezowocnych głosowań. W poszczególnych turach najlepsze wyniki uzyskiwali:
- 11 stycznia – Santori – 28, Aldobrandini – 11
- 12 stycznia – Santori – 23, Aldobrandini – 18
- 13 stycznia – Santori – 23, Aldobrandini – 18
- 14 stycznia – Santori – 24, Aldobrandini – 9
- 15 stycznia – Santori – 21, Aldobrandini – 13
- 16 stycznia – Santori – 22, Aldobrandini – 13
- 17 stycznia – Santori – 23, Aldobrandini – 13
- 18 stycznia – ?
- 19 stycznia – Santori – 23, Aldobrandini – 12
- 20 stycznia – Santori – 22, Aldobrandini – 15
- 21 stycznia – Santori – 23, Aldobrandini – 17
- 22 stycznia – Santori – 23, Aldobrandini – 12
- 23 stycznia – Madruzzo – 21, Santori – 18, Aldobrandini – 17
- 24 stycznia – Santori – 18, Aldobrandini i Madruzzo – po 16
- 25 stycznia – Santori i Aldobrandini – po 19, Madruzzo – 14
- 26 stycznia – Santori – 18, Aldobrandini – 15, Madruzzo – 14
- 27 stycznia – Santori – 21, Madruzzo – 16, Aldobrandini – 15
- 28 stycznia – Aldobrandini – 17, Santori i Madruzzo – po 15
- 29 stycznia – Santori – 17, Aldobrandini – 16, Madruzzo – 15

Santori uzyskiwał najwięcej głosów niemal w każdej turze, nie osiągnął jednak wymaganych 2/3, a poparcie dla niego stopniowo spadało. Kluczowe znaczenie miało porzucenie go przez kardynała Montalto, który postanowił poprzeć uzyskującego drugi najlepszy wynik Aldobrandiniego. Montalto zdołał przekonać do podobnego kroku kardynała Madruzzo i jego partię, co przesądziło o wyniku konklawe.

## Wybór Klemensa VIII
30 stycznia 1592 niespełna 56-letni Ippolito Aldobrandini został jednogłośnie wybrany na papieża i przybrał imię Klemensa VIII. 2 lutego elekt został konsekrowany na biskupa przez dziekana Świętego Kolegium Alfonso Gesualdo, a 9 lutego odbyły się uroczystości koronacyjne.